# Liste der Biografien/Voj
Liste der Biografien |
Portal Biografien |
Personensuche
# |
A |
B |
C |
D |
E |
F |
G |
H |
I |
J |
K |
L |
M |
N |
O |
P |
Q |
R |
S |
T |
U |
V |
W |
X |
Y |
Z |
?
 
Va |
Vd |
Ve |
Vh |
Vi |
Vj |
Vl |
Vn |
Vo |
Vr |
Vs |
Vt |
Vu |
Vy
 
Voa |
Vob |
Voc |
Vod |
Voe |
Vof |
Vog |
Voh |
Voi |
Voj |
Vok |
Vol |
Vom |
Von |
Voo |
Vop |
Vor |
Vos |
Vot |
Vou |
Vov |
Vow |
Vox |
Voy |
Voz
Die Liste der Biografien führt alle Personen auf, die in der deutschsprachigen Wikipedia einen Artikel haben. Dieses ist eine Teilliste mit 47 Einträgen von Personen, deren Namen mit den Buchstaben „Voj“ beginnt.

## Voj

### Voja
- Vojáček, Hynek (1825–1916), tschechischer Komponist, Musikpädagoge und Publizist
- Vojáček, Jan (* 1981), tschechischer Fußballspieler
- Vojáček, Lukáš (* 1987), tschechischer Bergrennfahrer im Automobilsport
- Vojáček, Rostislav (* 1949), tschechischer Fußballspieler und Fußballtrainer
- Vojak, Antonio (1904–1975), italienischer Fußballspieler und -trainer
- Vojak, Oliviero (1911–1932), italienischer Fußballspieler

### Vojc
- Vojcechovský, Sergej (1883–1951), tschechoslowakischer Legionär und GeneralSergej Vojcechovský (1883–1951)

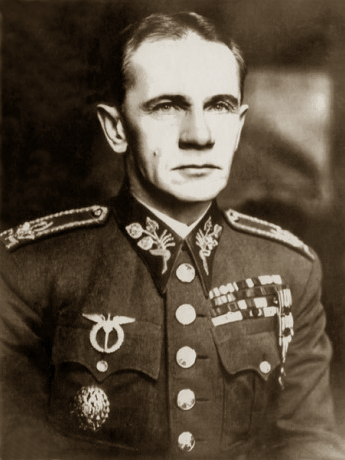
Sergej Vojcechovský (1883–1951)

- Vojčináková, Ingrid (* 1993), slowakische Tennisspielerin

### Voji
- Vojic, Isak (* 2006), österreichischer Fußballspieler
- Vojic, Orhan (* 1997), österreichischer Fußballspieler
- Vojičić, Mladen (* 1960), jugoslawischer bzw. bosnischer Rocksänger
- Vojihna († 1370), serbischer Woiwode und Kaisar (Caesar), Statthalter von Drama unter Zar Stefan Uroš IV. Dušan
- Vojík, Tomáš (* 1993), tschechischer Biathlet
- Vojinović, Anđela, montenegrinische Politikwissenschaftlerin und Politikerin
- Vojinović, Nikola (* 1972), serbischer Handballspieler und -trainer
- Vojířová von Vacovice, Zuzana († 1616), böhmische Adlige
- Vojisavljević, Đorđe, Sohn Konstantin Bodins und der Jakvinta und König von Dioklitien
- Vojisavljević, Vladimir, König von Dioklitien
- Vojislavljević, Mihailo, serbischer König

### Vojk
- Vojkffy, Christoff von (1879–1970), österreichisch-deutscher Amateurarchäologe
- Vojkovic, Mario (* 1995), österreichischer Fußballspieler

### Vojn
- Vojnomir, slawischer Fürst
- Vojnov, Dimitri (* 1946), bulgarisch-deutscher Maler, Bildhauer und Grafiker
- Vojnović, Goran (* 1980), slowenischer Schriftsteller
- Vojnović, Ivo (1857–1929), Dichter und Dramatiker
- Vojnović, Nika (* 2000), kroatische Handballspielerin

### Vojs
- Vojska, Marijan (* 1934), deutscher Künstler, Maler und Grafiker

### Vojt
- Vojta, Andreas (* 1989), österreichischer MittelstreckenläuferAndreas Vojta (* 1989)

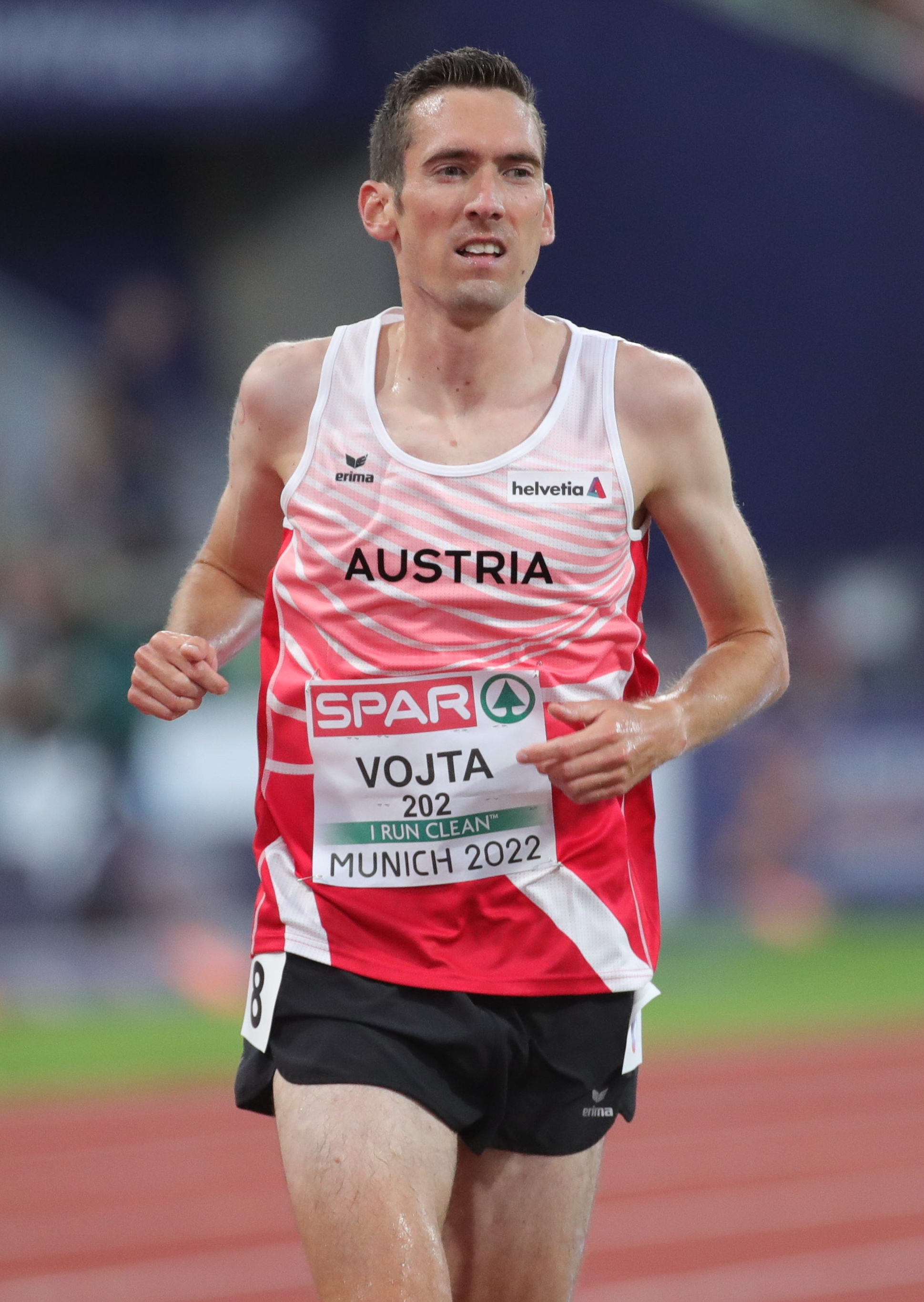
Andreas Vojta (* 1989)

- Vojta, Günter (1928–2021), deutscher theoretischer Physiker
- Vojta, Hugo (1885–1941), tschechoslowakischer General und Widerstandskämpfer
- Vojta, Jan Ignác František (1657–1701), tschechischer Arzt, Geiger und Komponist
- Vojta, Josef (1935–2023), tschechoslowakischer Fußballspieler
- Vojta, Norbert (* 1953), deutscher Journalist und Fernsehproduzent
- Vojta, Paul (* 1957), US-amerikanischer Mathematiker
- Vojta, Přemysl (* 1983), tschechischer Hornist
- Vojta, Rudolf (1912–1984), österreichischer Eishockey- und Handballspieler
- Vojta, Šimon (* 1992), tschechischer Grasskiläufer
- Vojta, Václav (1917–2000), tschechischer Kinderneurologe und Neurologe
- Vojtaššák, Ján (1877–1965), slowakischer Geistlicher, Bischof in Spiš
- Vojtěch, Adam (* 1986), tschechischer Politiker, Jurist und Musiker
- Vojtěch, Václav (1901–1932), tschechoslowakischer Geograph und Polarforscher
- Vojteková, Jana (* 1991), slowakische Fußballspielerin
- Vojteková, Lucia (* 2001), slowakische Badmintonspielerin
- Vojtko, Ivan (* 1964), slowakischer Basketballtrainer
- Vojtko, Marco (* 2004), slowakisch-deutscher Basketballspieler

### Vojv
- Vojvoda, Mërgim (* 1995), kosovarisch-belgischer FußballspielerMërgim Vojvoda (* 1995)

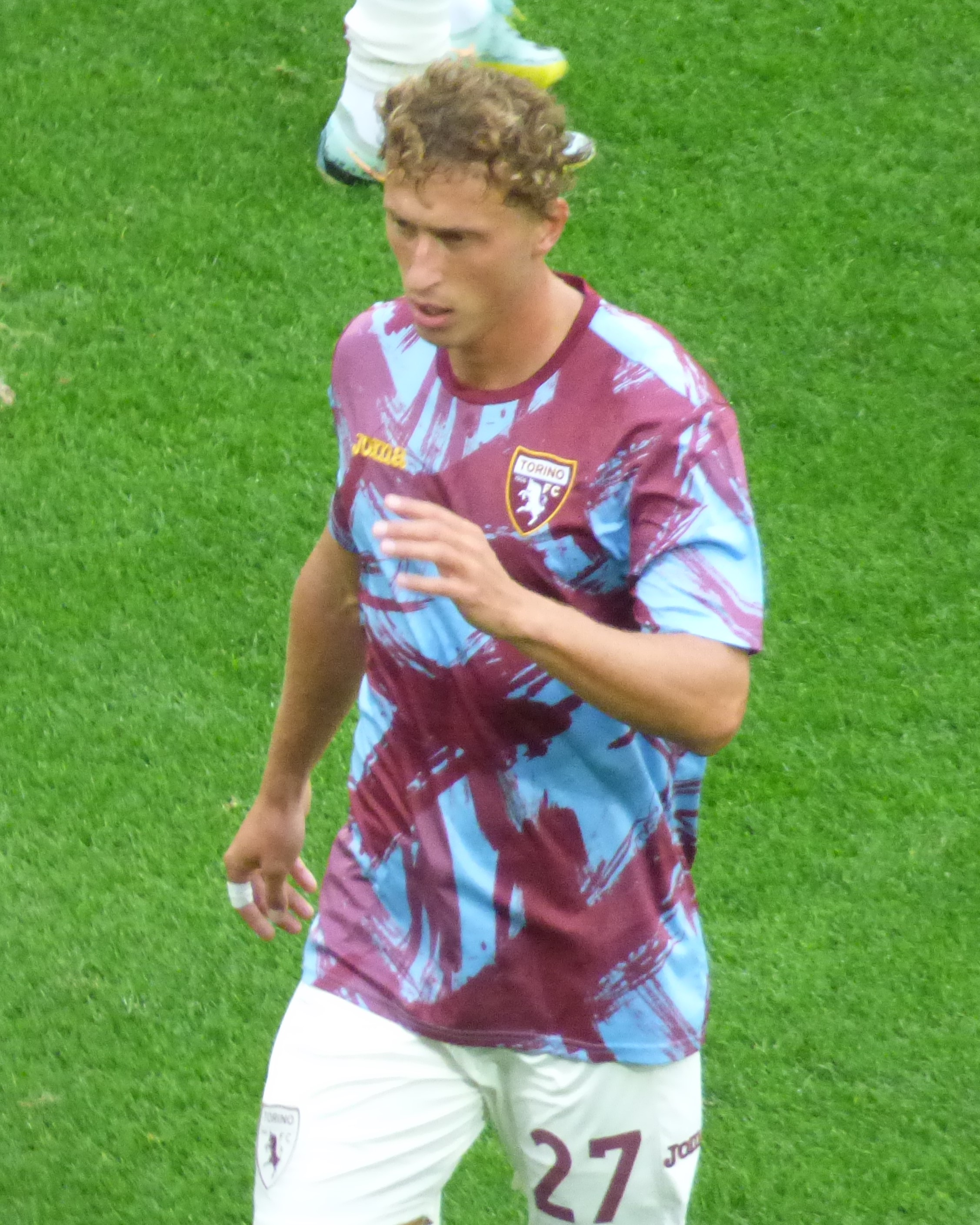
Mërgim Vojvoda (* 1995)

- Vojvodić, Alexa (* 1992), kroatisch-US-amerikanische Fußballspielerin